# Wladimir Iljitsch Ryschenkow
Wladimir Iljitsch Ryschenkow (russisch Владимир Ильич Рыженков, eng. Transkription Vladimir Ryzhenkov; * 27. August 1948 in Pridneprowskaja, Oblast Smolensk; † 14. August 2011) war ein sowjetischer Gewichtheber.

## Werdegang
Wladimir Ryschenkow begann als Jugendlicher mit dem Gewichtheben. Er machte schnelle Fortschritte und konnte 1971 erstmals bei den sowjetischen Meisterschaften an den Start gehen. Dabei belegte er im Leichtschwergewicht den 6. Platz, erzielte aber mit 490 kg im olympischen Dreikampf die gleiche Leistung wie der Drittplatzierte Boris Pawlow. Sein erfolgreichstes Jahr war 1973, als er Welt- und Europameister werden konnte. 1974 verletzte er sich bei den Weltmeisterschaften und konnte danach nie mehr an seine Spitzenform der Jahre 1973/74 anknüpfen. So konnte er auch seinen Traum von einem Start bei den Olympischen Spielen nicht verwirklichen.
Wladimir Ryschenkow gehörte dem Sportclub "Dynamo" Moskau an und war Angehöriger der sowjetischen Sicherheitsorgane.

## Erfolge/Mehrkampf
(WM = Weltmeisterschaft, EM = Europameisterschaft, Ls = Leichtschwergewicht, damals bis 82,5 kg Körpergewicht, Wettkämpfe bis 1972 im olympischen Dreikampf, bestehend aus Drücken, Reißen und Stoßen, ab 1973 im Zweikampf, bestehend aus Reißen und Stoßen)
- 1973, 3. Platz, Turnier in Sotschi, Ls, mit 347,5 kg, hinter David Rigert, UdSSR, 355 kg und Waleri Schari, UdSSR, 350 kg;
- 1973, 1. Platz, Turnier in Taschkent, Ls, mit 340 kg, vor Kamenopolski, Bulgarien, 327,5 kg und Awischen, Polen, 325 kg;
- 1973, 1. Platz, EM in Madrid, Ls, mit 352,5 kg, vor Janko Russew, Bulgarien, 335 kg und Frank Zielecke, DDR, 332,5 kg;
- 1973, 1. Platz, WM in Havanna, Ls, mit 350 kg, vor Zielecke, 347,5 kg und Stefan Sochanski, Polen, 332,5 kg;
- 1974, 1. Platz, Turnier in Jerewan, Ls, mit 360 kg, vor Rolf Milser, Deutschland, 317,5 kg und Markow, Bulgarien, 297,5 kg;
- 1974, 1. Platz, EM in Verona, Ls, mit 357,5 kg, vor Trendafil Stoitschew, Bulgarien, 347,5 kg und Russew, 345 kg;
- 1974, 1. Platz, Baltic-Cup in Växjö, Ls, mit 347,5 kg, vor Igor Kalaschnikow, UdSSR, 325 kg und Leif Jensen, Norwegen, 325 kg;
- 1974, unplatziert, WM in Manila, Verletzung im Reißen, Sieger: Stoitschew, 350 kg vor Jensen, 350 kg.

## Medaillen Einzeldisziplinen
(werden seit 1969 vergeben)
- WM-Goldmedaille: 1974, Reißen, Ls.
- WM-Silbermedaillen: 1973, Reißen, Ls – 1973, Stoßen, Ls.
- EM-Goldmedaillen: 1973, Reißen, Ls – 1974, Reißen, Ls – 1974, Reißen, Ls – 1974, Stoßen, Ls.

## Sowjetische Meisterschaften
- 1971, 6. Platz, Ls, mit 490 kg, Sieger: Gennadi Iwantschenko, 500 kg vor Boris Schelizki, 495 kg;
- 1972, 3. Platz, Ls, mit 507,5 kg, hinter Boris Pawlow, 515 kg und Iwantschenko, 510 kg;
- 1973, 1. Platz, Ls, mit 352,5 kg, vor Iwantschenko, 340 kg und Pawlow, 340 kg;
- 1974, 1. Platz, Ls, mit 362,5 kg, vor Pawlow, 342,5 kg und Igor Kalinitschenko, 335 kg.

## Weltrekorde
(alle im Leichtschwergewicht erzielt)
- 159,5 kg, Reißen, 1972 in Sotschi,
- 161 kg, Reißen, 1973 in Madrid,
- 161,5 kg, Reißen, 1973 in Tuapse,
- 201,5 kg, Stoßen, 1973 in Madrid,
- 357,5 kg, Dreikampf, 1973 in Tuapse,
- 162,5 kg, Reißen, 1974 in Jerewan,
- 163 kg, Reißen, 1974 in Tiflis,
- 163,5 kg, Reißen, 1974 in Verona,
- 202 kg, 1974, Stoßen, in Jerewan,
- 202,5 kg, Stoßen, 1974 in Tiflis,
- 360 kg, Zweikampf, 1974 in Jerewan,
- 362,5 kg, Zweikampf, 1974 in Tiflis.